# A csehszlovák korona pénzjegyei
Az 1953. június 1-jei csehszlovák pénzreform részeként bevezetett (harmadik) csehszlovák korona pénzjegyei között államjegyeket (csehül státovka, szlovákul štátovka) és bankjegyeket (csehül és szlovákul bankovka) is találunk.

## Az 1953-as sorozat
Mivel a pénzreformot titokban készítették elő, az új pénzjegyeket nem Csehszlovákiában, hanem a moszkvai GOZNAK pénzjegynyomdában tervezték és gyártották (később Prágában is nyomtatták a pénzjegyeket). A tervezők Szergej Akimovics Pomanszkij (Сергей Акимович Поманский; 1, 5, 10, 25, 50 Kčs), Jurij Ivanovics Szokolov (Юрий Иванович Соколов; 3, 10 Kčs), illetve Iván Ivanovics Dubaszov (Иван Иванович Дубасов; 100 Kčs). Valamennyi címlet kétnyelvű volt. A címletkiosztás a szovjet pénzrendszert követte, így megjelent a háromkoronás és a huszonöt koronás címlet is. Valamennyi pénzjegy ofszet technikával készült.
| Kép                                               | Kép         | Névérték    | Méret       | Leírás | Leírás                    | Dátumok     | Dátumok         | Dátumok            | Dátumok            |
| Előoldal                                          | Hátoldal    | Névérték    | Méret       | Előoldal | Hátoldal                  | nyomtatás   | kibocsátás      | visszavonás        | elévülés           |
| Államjegyek                                       | Államjegyek | Államjegyek | Államjegyek | Államjegyek | Államjegyek               | Államjegyek | Államjegyek     | Államjegyek        | Államjegyek        |
| ------------------------------------------------- | ----------- | ----------- | ----------- | --- | ------------------------- | ----------- | --------------- | ------------------ | ------------------ |
|                                                   |             | 1 Kčs       | 101 × 51 mm | értékjelzés | címer                     | 1953        | 1953. június 1. | 1960. május 31.    | 1960. december 31. |
|                                                   |             | 3 Kčs       | 110 × 56 mm | értékjelzés | címer                     | 1953        | 1953. június 1. | 1972. december 31. | 1973. december 31. |
|                                                   |             | 5 Kčs       | 120 × 61 mm | értékjelzés | címer                     | 1953        | 1953. június 1. | 1972. december 31. | 1973. december 31. |
| Bankjegyek                                        |             |             |             | |                           |             |                 |                    |                    |
|                                                   |             | 10 Kčs      | 129 × 65 mm | értékjelzés | címer                     | 1953        | 1953. június 1. | 1963. december 31. | 1964. december 31. |
|                                                   |             | 25 Kčs      | 138 × 70 mm | Bohumil Kafka: Jan Žižka lovasszobra (1950; a Vítkovi Nemzeti Emlékmű része)                                                                         | Tábor látképe             | 1953        | 1953. június 1. | 1962. december 31. | 1963. december 31. |
|                                                   |             | 50 Kčs      | 147 × 74 mm | Karel Pokorný: Testvériség (csehül Sbratření) című szobra Česká Třebovában (1950; cseh katona csókkal és orgonacsokorral köszönti a szovjet katonát) | Besztercebánya látképe    | 1953        | 1953. június 1. | 1967. december 31. | 1969. június 30.   |
|                                                   |             | 100 Kčs     | 156 × 80 mm | munkás és paraszt | Prága, a Hradzsin látképe | 1953        | 1953. június 1. | 1967. december 31. | 1969. június 30.   |
| A képeken kb. 0,7 pixel felel meg 1 milliméternek |             |             |             | |                           |             |                 |                    |                    |

## Az 1958-as huszonöt koronás
Az 1953-ban bevezetett bankjegyek ofszet eljárással készültek egyforma papírra, amely nem biztosított megfelelő védelmet a hamisítás ellen, ezért hamar felmerült az igény új bankjegyek tervezésére. 1958-ban új huszonöt koronás bankjegyet bocsátott ki a Csehszlovák Állami Bank, amely egy új stílusú bankjegycsaládnak volt az előfutára. Tervezője Karel Svolinský cseh grafikus.
| Kép                                               | Kép      | Névérték | Méret       | Leírás                       | Leírás               | Dátumok   | Dátumok           | Dátumok            | Dátumok            |
| Előoldal                                          | Hátoldal | Névérték | Méret       | Előoldal                     | Hátoldal             | nyomtatás | kibocsátás        | visszavonás        | elévülés           |
| ------------------------------------------------- | -------- | -------- | ----------- | ---------------------------- | -------------------- | --------- | ----------------- | ------------------ | ------------------ |
|                                                   |          | 25 Kčs   | 140 × 69 mm | Jan Žižka, huszita fegyverek | Tábor, Jan Žižka tér | 1958      | 1958. december 1. | 1971. december 31. | 1972. december 31. |
| A képeken kb. 0,7 pixel felel meg 1 milliméternek |          |          |             |                              |                      |           |                   |                    |                    |

## Az 1960-as évek kibocsátásai
A kommunista hatalomátvétel után jó ideig nem változtatták meg a csehszlovák állam nevét és szimbólumait. Az új címert 1960-ban iktatták törvénybe. Ezután fokozatosan a pénzjegyeket is lecserélték: egyes esetekben csak a címert és az állam nevét módosították (3, 5, 25 Kčs), más esetekben teljesen új pénzjegyeket terveztek az 1958-as huszonöt koronás stílusában (10 Kčs: Mária Medvecká szlovák festőnő; 50 Kčs: Václav Fiala cseh festő; 100 Kčs: František Heřman cseh ezredes). Kivétel az egykoronás államjegy volt, amit 1960 végéig kivontak a forgalomból.
| Kép                                               | Kép         | Névérték    | Méret       | Leírás | Leírás                                    | Dátumok     | Dátumok                                        | Dátumok            | Dátumok                                              |
| Előoldal                                          | Hátoldal    | Névérték    | Méret       | Előoldal | Hátoldal                                  | nyomtatás   | kibocsátás                                     | visszavonás        | elévülés                                             |
| Államjegyek                                       | Államjegyek | Államjegyek | Államjegyek | Államjegyek | Államjegyek                               | Államjegyek | Államjegyek                                    | Államjegyek        | Államjegyek                                          |
| ------------------------------------------------- | ----------- | ----------- | ----------- | --- | ----------------------------------------- | ----------- | ---------------------------------------------- | ------------------ | ---------------------------------------------------- |
|                                                   |             | 3 Kčs       | 113 × 55 mm | értékjelzés | címer                                     | 1961        | 1961. december 1.                              | 1972. december 31. | 1973. december 31.                                   |
|                                                   |             | 5 Kčs       | 123 × 60 mm | értékjelzés | címer                                     | 1961        | 1961. december 1.                              | 1972. december 31. | 1973. december 31.                                   |
| Bankjegyek                                        |             |             |             | |                                           |             |                                                |                    |                                                      |
|                                                   |             | 10 Kčs      | 133 × 65 mm | virágzó gyümölcsfákkal foglalatoskodó szlovák leányok (modellek: Marta Lajmonová és Margita Mešková), háttérben szlovák táj gyárral és hegyekkel | az Árvai-víztározó                        | 1960        | 1961. december 1.                              | 1988. június 30.   | 1989. december 31. meghosszabbítva: 1993. február 7. |
|                                                   |             | 25 Kčs      | 140 × 69 mm | Jan Žižka, huszita fegyverek | Tábor, Jan Žižka tér                      | 1961        | 1962. május 2.                                 | 1971. december 31. | 1972. december 31.                                   |
|                                                   |             | 50 Kčs      | 150 × 74 mm | szovjet katona és szlovák partizán, háttérben a Magas-Tátra                                                                                      | a Slovnaft pozsonyi olajfinomítója        | 1964        | 1965. április 1.                               | 1991. június 30.   | 1993. február 7.                                     |
|                                                   |             | 100 Kčs     | 164 × 80 mm | munkás és parasztasszony (modell: Vlasta Heřmanová, a tervező felesége)                                                                          | Prága látképe a várral és a Károly híddal | 1961        | 1962. december 1. majd ismét: 1990. március 1. |                    |                                                      |
| A képeken kb. 0,7 pixel felel meg 1 milliméternek |             |             |             | |                                           |             |                                                |                    |                                                      |

## Az 1970-es évek kibocsátásai
1971-ben a huszonöt koronás bankjegy helyett új húszkoronást vezettek be, amit Karel Hruska tervezett. Tematikája a korábbi huszonöt koronáshoz hasonlóan Jan Žižka, illetve a huszitizmus. 1973-ban ismét új címlet, az ötszáz koronás került forgalomba, ennek tervezője Jaroslav Lukavský volt. Témája a szlovák nemzeti felkelés.
| Kép                                               | Kép      | Névérték | Méret       | Leírás                                                              | Leírás                                                                                             | Dátumok   | Dátumok           | Dátumok          | Dátumok          |
| Előoldal                                          | Hátoldal | Névérték | Méret       | Előoldal                                                            | Hátoldal                                                                                           | nyomtatás | kibocsátás        | visszavonás      | elévülés         |
| ------------------------------------------------- | -------- | -------- | ----------- | ------------------------------------------------------------------- | -------------------------------------------------------------------------------------------------- | --------- | ----------------- | ---------------- | ---------------- |
|                                                   |          | 20 Kčs   | 132 × 58 mm | Jan Žižka (XV. századi szoborfej alapján)                           | pap monstranciával és Jan Žižka fehér lovon husziták élén (ábrázolás a XV. századi Jénai Kódexből) | 1970      | 1971. április 1.  | 1991. június 30. | 1993. február 7. |
|                                                   |          | 500 Kčs  | 152 × 67 mm | a szlovák nemzeti felkelés partizánjai, a háttérben Sztrecsény vára | a dévényi vár látképe, mellette egy Dévénynél előkerült szláv-avar phalera (díszes katonai medál)  | 1973      | 1973. november 1. |                  |                  |
| A képeken kb. 0,7 pixel felel meg 1 milliméternek |          |          |             |                                                                     | |           |                   |                  |                  |

## Az 1985-ös sorozat
Az utolsó forgalomba került bankjegysorozatot Albín Brunovský szlovák grafikus tervezte. Az új bankjegysorozat kibocsátása már a hetvenes évek közepén felmerült, de a tényleges bevezetés évekig elhúzódott különböző okokból, főleg a kormány érdektelenségéből. A bankjegyek megtervezésére 1977-ben írtak ki pályázatot, amelyen Brunovský terve három bankjegycímlet esetén nyert önállóan, másik háromnál pedig Jaroslav Lukavský cseh grafikussal közösen, azonban Lukavský 1984-ben meghalt, így a végleges bankjegyterveket Brunovský önállóan készítette el.
Elsőként az ezerkoronás került forgalomba 1985-ben, amit a lakosság szívesen fogadott. Ezután évenként jelentek meg az újabb címletek: 1986-ban a tízkoronás, 1987-ben az ötvenkoronás, 1988-ban pedig a húszkoronás, amelyet akkor az év legszebb bankjegyének is megválasztottak. Az 1989 októberében, mindössze másfél hónappal a bársonyos forradalom előtt kibocsátott százkoronáson a sztálinista csehszlovák politikus, Klement Gottwald szerepelt, ami közfelháborodást váltott ki, számos bankjegyet megrongáltak annak ellenére, hogy így azok elvesztették értéküket. A forradalom győzelme után azonnal kivonták ezeket a bankjegyeket, helyettük ismét az 1961-es százkoronás bankjegyeket hozták forgalomba (amelyek végleges kivonása addig amúgy sem történt meg).
A forradalom miatt a bankjegysorozat utolsó tagja, az 1990-ben bevezetni tervezett ötszáz koronás csak terv maradt. A kommunizmus bukása miatt előállt változások (az ország neve és címere, illetve a jegybank neve is megváltozott) szükségessé tették a frissen bevezetett bankjegysorozat cseréjét. Ezt tovább sürgette, hogy széles körben hozzáférhetővé váltak a színes fénymásolók, amelyek ellen a bankjegyeket nem védték. Mivel a kommunizmus idején a legalapvetőbb sokszorosítási eljárásokat is szigorúan ellenőrizték, a bankjegyek másolás elleni védelmére kevés figyelmet fordítottak, így a koronabankjegyek védelme már bevezetéskor is elavultnak számított. Ez különösen az ezerkoronások elharapózó hamisításában mutatkozott meg.
| Kép                                               | Kép      | Névérték | Méret       | Leírás                                                                       | Leírás | Dátumok   | Dátumok               | Dátumok                                                  | Dátumok                                                        |
| Előoldal                                          | Hátoldal | Névérték | Méret       | Előoldal                                                                     | Hátoldal | nyomtatás | kibocsátás            | visszavonás                                              | elévülés                                                       |
| ------------------------------------------------- | -------- | -------- | ----------- | ---------------------------------------------------------------------------- | --- | --------- | --------------------- | -------------------------------------------------------- | -------------------------------------------------------------- |
|                                                   |          | 10 Kčs   | 132 × 67 mm | Pavol Országh-Hviezdoslav                                                    | árvai látkép a Nagy-Kóccsal; borókagallyak és fülemüle                                                                        | 1986      | 1986. július 1.       | Csehország: 1993. július 31. Szlovákia: 1993. június 15. | Csehország: 1993. november 30. Szlovákia: 1993. szeptember 30. |
|                                                   |          | 20 Kčs   | 137 × 67 mm | Comenius, a tudás fája                                                       | a glagolita ábécé, a tudás fája, részlet a Károly Egyetem alapító okiratából, egy férfi és egy nő könyvet olvas, napszimbólum | 1988      | 1988. október 1.      | Csehország: 1993. július 31.                             | Csehország: 1993. november 30.                                 |
|                                                   |          | 50 Kčs   | 142 × 67 mm | Ľudovít Štúr, szirti sas, a Magas-Tátra látképe a Krivánnal                  | Pozsony látképe a várral (az Új híd tetején lévő étteremből nézve)                                                            | 1987      | 1987. október 1.      | Csehország: 1993. július 31.                             | Csehország: 1993. november 30.                                 |
|                                                   |          | 100 Kčs  | 147 × 67 mm | Klement Gottwald                                                             | Prága látképe a várral és a Károly híddal                                                                                     | 1989      | 1989. október 1.      | 1990. december 31.                                       | 1993. február 7.                                               |
|                                                   |          | 500 Kčs  | 152 × 67 mm | szlovák nemzeti felkelés (a portré Eva Jakoubková cseh színésznőről készült) | Sztrecsény várának látképe a Vággal                                                                                           | 1990      | forgalomba nem került | forgalomba nem került                                    | forgalomba nem került                                          |
|                                                   |          | 1000 Kčs | 157 × 67 mm | Bedřich Smetana, gyöngyvirágcsokor                                           | a Moldva látképe Vyšehradnál                                                                                                  | 1985      | 1985. október 1.      | 1993. február 7.                                         |                                                                |
| A képeken kb. 0,7 pixel felel meg 1 milliméternek |          |          |             |                                                                              | |           |                       |                                                          |                                                                |

## Az 1992-es sorozatterv
A demokratizálódott Csehszlovák Szövetségi Köztársaság új bankjegysorozatára 1991 februárjában írtak ki pályázatot, melyet Oldřich Kulhánek cseh grafikus nyert meg. (A szintén pályázó Jozef Bubák szlovák grafikus végül a szlovák korona bankjegyeit tervezte.) A végleges bankjegyek tervezése 1992-ben indult meg. Elsőként az addig szokatlan 200 koronás címlet került volna forgalomba, mivel ezzel akarták csökkenteni a kétféle százkoronás forgalmát – akkoriban százkoronások tették ki a forgalomban lévő bankjegyek 25%-át. Mikor azonban világossá vált, hogy a csehszlovák föderáció fel fog bomlani, és az utódállamok közötti valutaunió ötletét is elvetették, a Csehszlovák Állami Bank leállította a bankkjegygyártás előkészületeit. Kulhánek terveit végül az új cseh korona bankjegyeihez használták fel. A már szinte nyomtatásra kész kétszáz koronás átdolgozáskor azonban néhány részlet kijavítására már nem jutott idő: az illeszkedőjelként szolgáló „CS” rövidítés (= Československo) megmaradt, a biztonsági szálon a „200 Kčs” felirat ismétlődött, míg a hátoldalon a „SBČS” (= Státní banka československá) betűk szerepeltek mikroírással. Később ezeket javították.
| Kép                                               | Kép      | Névérték | Méret       | Leírás       | Leírás                                                    | Dátumok   | Dátumok               | Dátumok               | Dátumok               |
| Előoldal                                          | Hátoldal | Névérték | Méret       | Előoldal     | Hátoldal                                                  | nyomtatás | kibocsátás            | visszavonás           | elévülés              |
| ------------------------------------------------- | -------- | -------- | ----------- | ------------ | --------------------------------------------------------- | --------- | --------------------- | --------------------- | --------------------- |
|                                                   |          | 200 Kčs  | 146 × 69 mm | Comenius     | Orbis Pictus, egy felnőtt keze nyúl egy gyermek keze felé | 1992      | forgalomba nem került | forgalomba nem került | forgalomba nem került |
|                                                   |          | 500 Kčs  | 152 × 69 mm | Ľudovít Štúr | Pozsony látképe a várral                                  | 1992      | forgalomba nem került | forgalomba nem került | forgalomba nem került |
| A képeken kb. 0,7 pixel felel meg 1 milliméternek |          |          |             |              |                                                           |           |                       |                       |                       |